# Milton Aguilar (futbolista)
Milton Aguilar (Diamante, Entre Ríos, Argentina, 22 de septiembre de 1995) es un futbolista argentino. Juega como delantero y su primer equipo fue Patronato de Paraná. Actualmente milita en Atlético Paraná del Torneo Regional Amateur.

## Trayectoria
Llegó a Atlético Paraná en edad de inferiores, desde Don Bosco, y su puesto era arquero. Con 13 años decidió probar jugar en el campo, primero lo hizo de cuatro y luego pasó al ataque. En ese puesto lo vieron de Patronato y lo llevaron para las juveniles. En 2016 pasa a Belgrano de Santa Rosa para tener más continuidad, la cual no iba a tener en Patronato, ya que había muchos delanteros en el equipo paranaense.

## Clubes
| Club                   | País      | Año       |
| ---------------------- | --------- | --------- |
| Patronato de Paraná    | Argentina | 2014-2015 |
| Belgrano de Santa Rosa | Argentina | 2016      |
| Patronato de Paraná    | Argentina | 2016-2017 |
| Atlético María Grande  | Argentina | 2018      |
| Cosmos FC              | Argentina | 2019      |
| Atlético Paraná        | Argentina | 2020-?    |

## Palmarés
| Título                     | Club                | País      | Año  |
| -------------------------- | ------------------- | --------- | ---- |
| Ascenso a Primera División | Patronato de Paraná | Argentina | 2015 |